# سارا مایلز
سارا مایلز (انگلیسی: Sarah Miles؛ زاده ۳۱ دسامبر ۱۹۴۱) هنرپیشه اهل انگلستان است که بین سال‌های ۱۹۶۱ تا ۲۰۰۴ میلادی فعالیت می‌کرد.
از فیلم‌هایی که در آن نقش داشته است، می‌توان به آگراندیسمان،خواب بزرگ،پیشخدمت، دختر رایان، بلای سفید، آزمون سخت برای اثبات بی‌گناهی و امید و افتخار اشاره کرد.